# Carmelo Simeone
Carmelo Simeone Luppino (Ciudadela, 1934. szeptember 22. – Buenos Aires, 2014. október 11.) argentin válogatott labdarúgó.
Az argentin válogatott tagjaként részt vett az 1959-es Dél-amerikai bajnokságon (Argentína) és az 1966-os világbajnokságon.

## Sikerei, díjai
Boca Juniors
- Argentin bajnok (3): 1962, 1964, 1965

Argentína
- Dél-amerikai bajnok (1): 1959